# Allá en el Rancho Grande (película de 1949)
Allá en el Rancho Grande es una película de comedia mexicana de 1949 escrita y dirigida por Fernando de Fuentes y protagonizada por Jorge Negrete, Eduardo Noriega, Lilia del Valle y Fernando Soto «Mantequilla». Es un remake de la película homónima de 1936 del mismo director.

## Sinopsis
Al morir su madre, los hermanos José Francisco y Eulalia, junto con la huerfanita Cruz, pasan a ser cuidados por la lavandera Ángela y el borrachín Florentino. José Francisco crece junto a Felipe, el hijo de don Rosendo, patrón del Rancho Grande y cuando éste muere, José Francisco es nombrado capataz por su amigo Felipe. La unión entre ambos se refuerza cuando José Francisco es herido de un balazo al tratar de salvarle la vida a Felipe y éste, a su vez, dona sangre para una transfusión a la que se debe someter su amigo y salvador. Sólo una cosa amenaza a su amistad: José Francisco se ha enamorado de Cruz y Ángela está dispuesta a venderle a Felipe la honra de la joven para obtener el dinero preciso para celebrar el matrimonio de Eulalia.

## Reparto
- Jorge Negrete como José Francisco
- Eduardo Noriega como Felipe
- Lilia del Valle como Cruz
- Fernando Soto «Mantequilla»
- Silvia Derbez como Margarita
- Pedro Vargas como Agradecido
- Lupe Inclán como Angela
- Alicia Caro como Eulalia
- Luis Pérez Meza como Martín
- Juan Calvo como Venancio
- Alma Delia Fuentes como Crucita (niña)

## Recepción
La película ocupa el puesto 89 de la lista de las 100 mejores películas del cine mexicano, según la opinión de 25 críticos y especialistas del cine de México, publicada per la revista Somos en julio de 1994.